# Charleys Tante
 Ikke at forveksle med Charles tante.
Charleys Tante (originaltitel Charley's Aunt) er en amerikansk stumfilm fra 1925 instrueret af Scott Sidney.

## Medvirkende
- Syd Chaplin som Fancourt Babberley
- Ethel Shannon som Ela Delahay
- James E. Page som Spettigue
- Lucien Littlefield som Brasset
- Alec B. Francis som Mr. Delahay
- Phillips Smalley som Francis Chesney
- Eulalie Jensen
- David James som Jack Chesney